# Elecciones presidenciales de Ecuador de 1852
Elección indirecta del Presidente Constitucional y Vicepresidente Constitucional del Ecuador en la Asamblea Constituyente de 1852 para un período de 4 años, promulgándose la Tercera Constitución Marcista. 

## Antecedentes
El presidente Diego Noboa fue derrocado rápidamente por el general José María Urbina, ejerciendo el poder como Jefe Supremo por un año, convocando a una nueva asamblea constituyente en Guayaquil para legitimar su mandato, al ser designado presidente interino y luego, al finalizar la asamblea constituyente su trabajo, presidente constitucional.

## Candidatos y Resultados

### Presidente
| Partido         | Presidente                          | Cargos Previos                                       | Votos               | Votos                 |
| Partido         | Presidente                          | Cargos Previos                                       | 17/07/1852 Interino | 06/09/1852 Definitivo |
| --------------- | ----------------------------------- | ---------------------------------------------------- | ------------------- | --------------------- |
| Liberal         | José María Urbina y Sáenz de Viteri | Jefe Supremo de la República (1851 - 1852)           | 23                  | 23                    |
| Liberal         | Francisco Aguirre Abad              | Vicepresidente de la 6° Convención Nacional (1852)   | 0                   | 12                    |
| Liberal         | Pedro Moncayo y Esparza             | Presidente de la 6° Convención Nacional (1852)       | 0                   | 1                     |
| Conservador     | Pablo Vásconez Jijón                | Ministro del Interior y Relaciones Exteriores (1849) | 0                   | 1                     |
| Conservador     | Francisco de Paula de Icaza y Silva | Gobernador del Guayas (1836 -1837) / (1847 - 1850)   | 0                   | 1                     |
| Votos en Contra | Votos en Contra                     | Votos en Contra                                      | 15                  | 0                     |

Fuente:

### Vicepresidente
| Partido         | Vicepresidente                        | Cargos Previos                                     | Votos      |
| Partido         | Vicepresidente                        | Cargos Previos                                     | 06/09/1852 |
| --------------- | ------------------------------------- | -------------------------------------------------- | ---------- |
| Liberal         | Pacífico Chiriboga y Borja            | Gobernador de Pichincha (1845)                     | 17         |
| Liberal         | Teodoro Gómez de la Torre y Gangotena | Gobernador de Imbabura (1839 - 1843)               | 9          |
| Liberal         | Pedro Moncayo y Esparza               | Presidente de la 6° Convención Nacional (1852)     | 3          |
| Liberal         | Manuel Bustamante del Mazo            | Ministro de Hacienda (1845 - 1849)                 | 2          |
| Liberal         | José Miguel Valdivieso Rada           | Diputado por Azuay (1852)                          | 1          |
| Conservador     | Gabriel Álvarez Villacís              | Diputado por León (1852)                           | 2          |
| Conservador     | Francisco de Paula de Icaza y Silva   | Gobernador del Guayas (1836 -1837) / (1847 - 1850) | 1          |
| Conservador     | Mariano Cueva Vallejo                 | Diputado por Azuay (1852)                          | 1          |
| Votos en Blanco | Votos en Blanco                       | Votos en Blanco                                    | 1          |

Fuente: 